# Jusuf Gazibegović
Jusuf Gazibegović (Salzburg, 2000. március 11. –) osztrák születésű bosnyák válogatott labdarúgó, az 1. FC Köln játékosa.

## Pályafutása

### Klubcsapatokban
Az Austria Salzburg és a Red Bull Salzburg akadémiáján nevelkedett. Tétmérkőzésen nem lépett pályára a Salzburg csapatában, de a Liefering csapatában alapember volt. 2018. március 3-án mutatkozott be a második csapatban a másodosztályban az SV Ried ellen 1–1-re végződő mérkőzésen. 2019 áprilisában keresztszalag szakadást szenvedett, ami miatt több hónapos pihenő várt rá.
2020 szeptemberében három évre írt alá a Sturm Graz csapatához. 2020. október 4-én mutatkozott be az élvonalban a Rheindorf Altach csapata ellen 4–0-ra megnyert találkozón. Október 17-én a kupában is debütált a VFB Hohenems ellen a második félidőben Amadou Dante cseréjeként. 2021. február 9-én megszerezte első bajnoki gólját az SV Ried ellen 2–1-re megnyert mérkőzésen. Augusztus 19-én bemutatkozott a Mura ellen az Európa-liga selejtezőjében. Szeptember 16-án az AS Monaco ellen a csoportkörben is debütált az 1–0-ra elvesztett találkozón. 2022 decemberében 2026. június 30-ig meghosszabbította szerződését a klubbal. 2023. február 3-án megszerezte első gólját a Red Bull Salzburg ellen a kupában. Április 9-én 100. tétmérkőzésén lépett pályára a Sturm Graz csapatában a LASK Linz ellen. A bajnoki mérkőzést 2–1-re elvesztették. A következő fordulóban a Klagenfurt ellen 2–0-ra megnyert bajnoki találkozón a 70. percben lépett pályára Sandro Ingolitsch cseréjeként, majd a 93. percben gólt szerzett. Április 30-án a Rapid Wien ellen megnyerték csapatával a kupát, ami első kupasikere volt felnőtt pályafutása során.
2025 január elején a német 1. FC Köln csapata szerződtette.

### A válogatottban
Többszörös korosztályos válogatott. Pályára lépett a 2017-es U17-es labdarúgó-Európa-bajnokságon. 2021 májusában kapott először meghívót a felnőtt válogatottba a Montenegró és a Dánia elleni barátságos mérkőzésekre. Június 2-án Montenegró ellen debütált a 64. percben Darko Todorović cseréjeként.

## Statisztikái

### Klub
2023. május 7-i állapotnak megfelelően.
| Klub       | Szezon   | Bajnokság          | Bajnokság | Bajnokság | Kupa  | Kupa  | Nemzetközi | Nemzetközi | Egyéb | Egyéb | Összesen | Összesen |
| Klub       | Szezon   | Osztály            | Mérk.     | Gólok     | Mérk. | Gólok | Mérk.      | Gólok      | Mérk. | Gólok | Mérk.    | Gólok    |
| ---------- | -------- | ------------------ | --------- | --------- | ----- | ----- | ---------- | ---------- | ----- | ----- | -------- | -------- |
| Liefering  | 2017–18  | 2. Liga            | 8         | 0         | –     | –     | –          | –          | –     | –     | 8        | 0        |
| Liefering  | 2018–19  | 2. Liga            | 18        | 0         | –     | –     | –          | –          | –     | –     | 18       | 0        |
| Liefering  | 2019–20  | 2. Liga            | 13        | 0         | –     | –     | –          | –          | –     | –     | 13       | 0        |
| Liefering  | Összesen | Összesen           | 39        | 0         | 0     | 0     | 0          | 0          | 0     | 0     | 39       | 0        |
| Sturm Graz | 2020–21  | Osztrák Bundesliga | 25        | 1         | 4     | 0     | –          | –          | –     | –     | 29       | 1        |
| Sturm Graz | 2021–22  | Osztrák Bundesliga | 27        | 0         | 3     | 0     | 7          | 0          | –     | –     | 37       | 0        |
| Sturm Graz | 2022–23  | Osztrák Bundesliga | 25        | 1         | 6     | 1     | 7          | 0          | –     | –     | 38       | 2        |
| Sturm Graz | Összesen | Összesen           | 77        | 2         | 13    | 1     | 14         | 0          | 0     | 0     | 104      | 3        |
| Összesen   | Összesen | Összesen           | 116       | 2         | 13    | 1     | 14         | 0          | 0     | 0     | 143      | 3        |

### Válogatott
2023. március 26-i állapotnak megfelelően.
| Nemzet              | Év       | Mérk. | Gólok |
| ------------------- | -------- | ----- | ----- |
| Bosznia-Hercegovina | 2021     | 2     | 0     |
| Bosznia-Hercegovina | 2022     | 3     | 0     |
| Bosznia-Hercegovina | 2023     | 9     | 0     |
| Bosznia-Hercegovina | 2024     | 7     | 0     |
| Bosznia-Hercegovina | 2025     | 0     | 0     |
| Összesen            | Összesen | 21    | 0     |

## Sikerei, díjai
- Sturm Graz
  - Osztrák bajnok: 2023–24
  - Osztrák kupa: 2022–23, 2023–24

## Külső hivatkozások
- Jusuf Gazibegović adatlapja a Kicker oldalon (németül)
- Jusuf Gazibegović adatlapja a Transfermarkt oldalon (angolul)
- Jusuf Gazibegović adatlapja a Soccerway oldalon (angolul)